# ザンクト・フローリアン修道院
ザンクト・フローリアン修道院（ザンクト・フローリアンしゅうどういん、ドイツ語: Stift Sankt Florian）または聖フローリアン修道院は、オーストリア、オーバーエスターライヒ州のザンクト・フローリアンにあるカトリック教会の修道院である。
9世紀初頭に創建され、11世紀に聖アウグスチノ修道会によって再建された。オーバーエスターライヒ州最大の修道院であり、メルク修道院やクロスターノイブルク修道院とともにオーストリアを代表するバロック建築である。この修道院は、4世紀の聖人・聖フロリアヌス（ドイツ語でザンクト・フローリアン）に捧げられたものであり、修道院の地下には、4世紀に作られたフロリアヌスの墓がある。

## 歴史
聖フロリアヌスにちなんで名付けられたこの修道院は、カロリング朝時代に設立された。1071年以来、聖アウグスチノ修道会の修道士の共同体が置かれており、聖アウグスティヌスの戒律に従って運営されている修道院としては、世界で最も古いものの一つである。
1686年から1708年にかけて、カルロ・アントニオ・カルローネによってバロック様式に改築された。カルローネの死後はヤーコプ・プランタウアーが工事を引き継いだ。完成した修道院は、オーバーエスターライヒで最大のバロック様式の修道院となった。なお、南塔と教会の壁の一部は中世のままであり、他に合わせて塗り直しただけである。フレスコ画はバルトロメオ・アルトモンテによるものである。
1744年より、ヨハン・ゴッタルド・ハイベルガーの下で図書館棟が建設された。図書館は、多数の写本を含む約13万点の蔵書を有する。画廊には16世紀・17世紀の作品が数多く展示されているが、アルブレヒト・アルトドルファーなどのドナウ派の中世後期の作品もある。
1827年、ポーランドの司書ヨゼフ・チェメル神父が修道院内から、ポーランド最古の文学作品の一つである、ラテン語・ドイツ語・ポーランド語で書かれた詩篇を収めた装飾写本を発見した。この写本はザンクト・フローリアン詩篇と名付けられ、現在はポーランド国立図書館に所蔵されている。
第二次世界大戦中の1941年、ゲシュタポがこの修道院を接収し、修道士たちを追放した。1942年からは、ハインリヒ・グラスマイヤーが指揮する国家放送協会がここで活動した。第二次世界大戦後に建物は返還された。
修道院の敷地内にはオーバーエスターライヒ消防団博物館がある。

## 付属教会

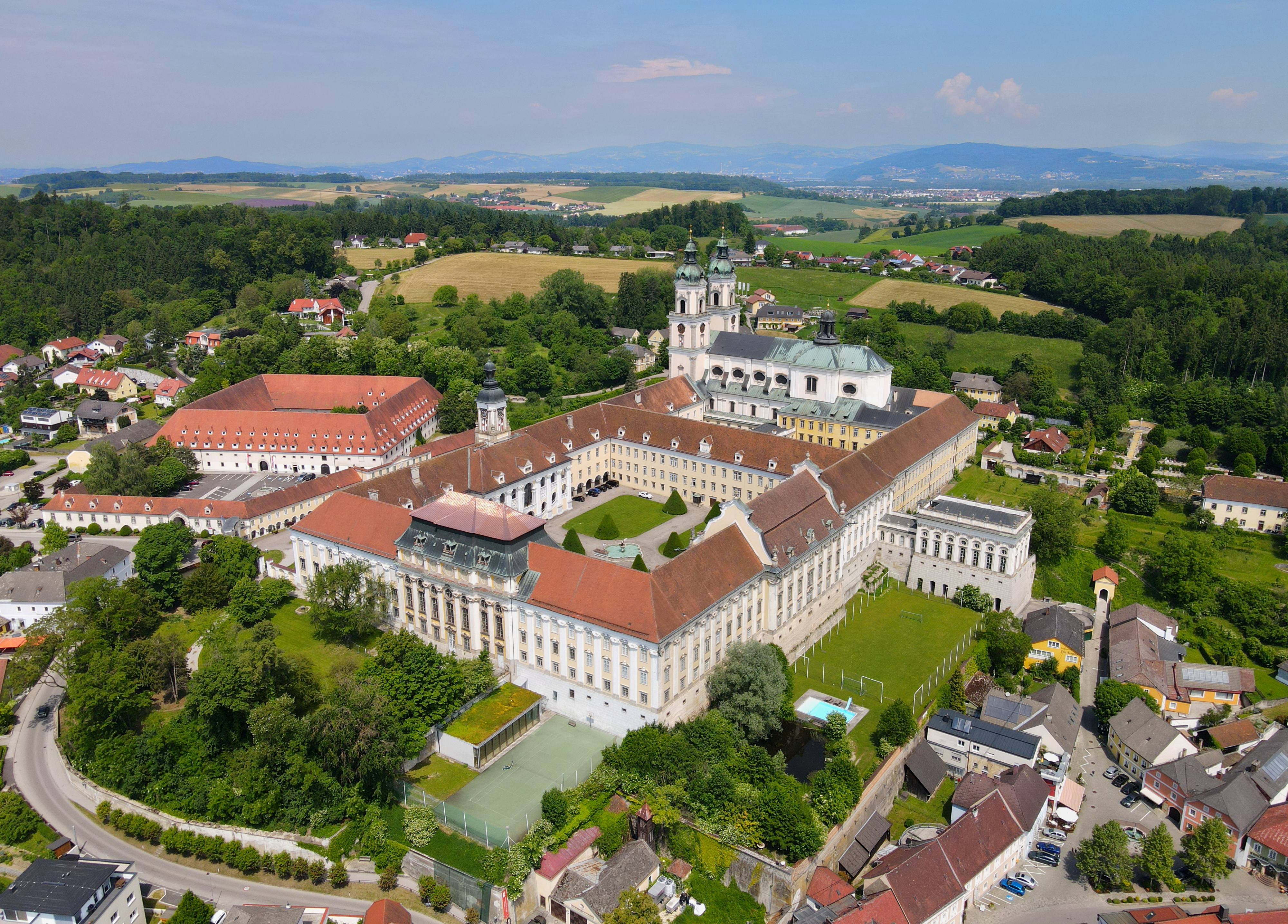
修道院の俯瞰写真

修道院付属の教会は1999年に小バシリカに昇格した。この教会は聖フロリアヌスと聖アウグスティヌスに捧げられている。
ザンクト・フローリアン修道院教会にはパイプオルガンが2つある。大きい方は「ブルックナー・オルガン」(Brucknerorgel)と呼ばれ、4段の鍵盤、103個のストップ、7,343本のパイプがある。このオルガンは、1848年から1855年の間、作曲家でオルガニストでもあったアントン・ブルックナーが演奏していたものである。ブルックナーはかつてこの修道院の少年聖歌隊に所属しており、死後はこのオルガンの真下の地下墓所に埋葬された。

## 少年聖歌隊
この修道院は、1071年に設立された少年聖歌隊でもよく知られている。この聖歌隊は、修道院の創立以来、伝統的に礼拝の一部を担ってきたほか、世界ツアーやテレビ出演、CD制作も行っている。

## ギャラリー

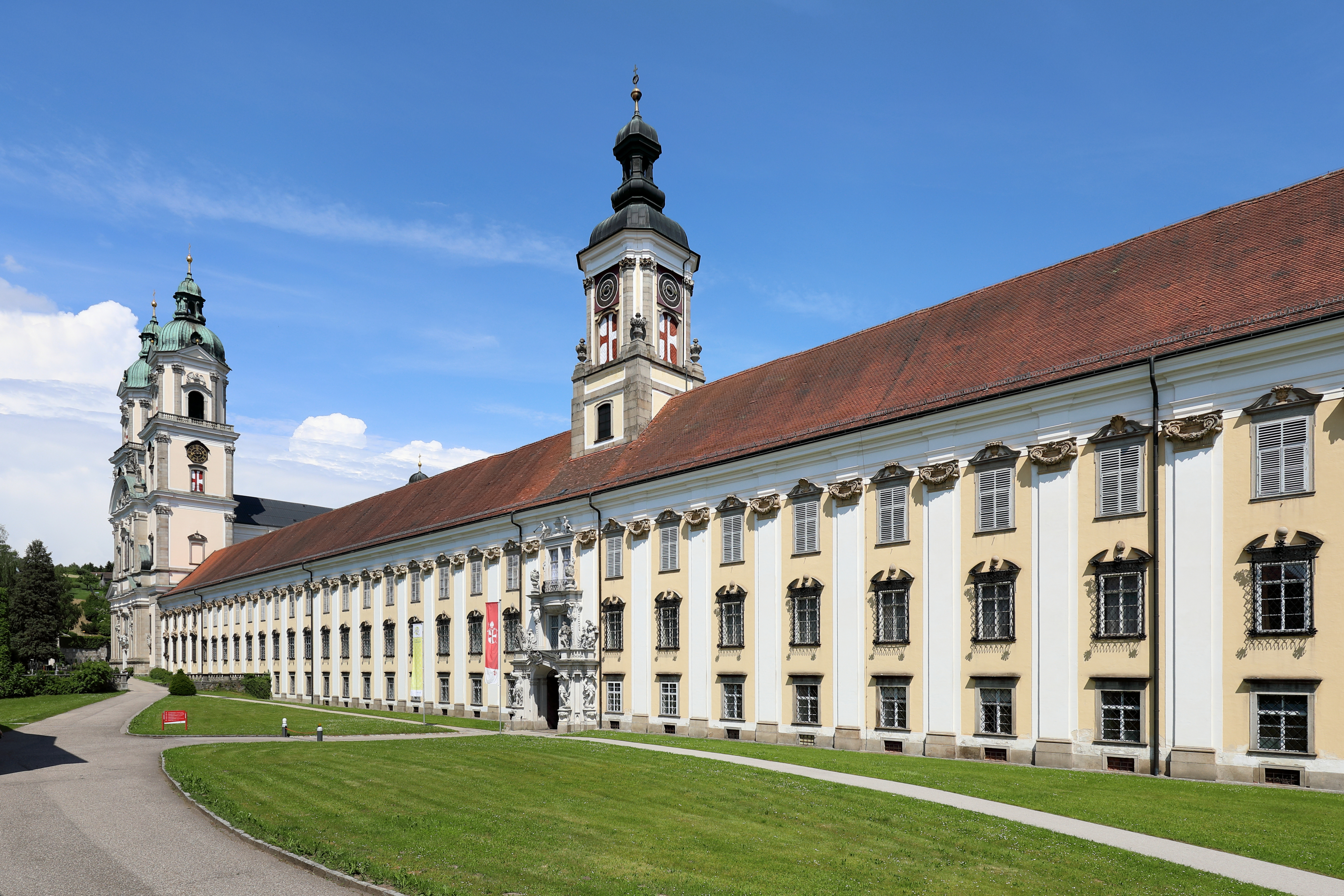
西側ファサード
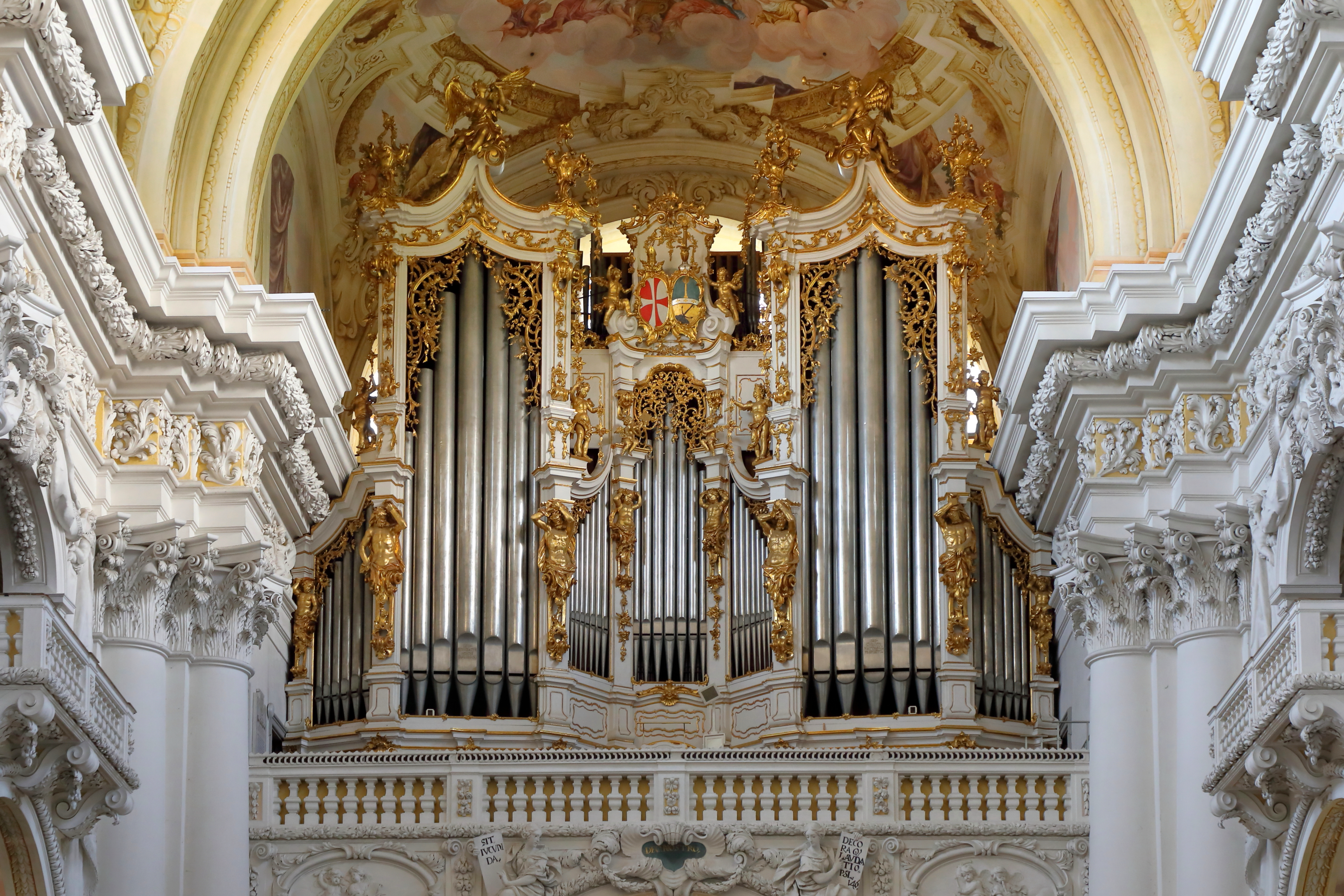
ブルックナー・オルガン
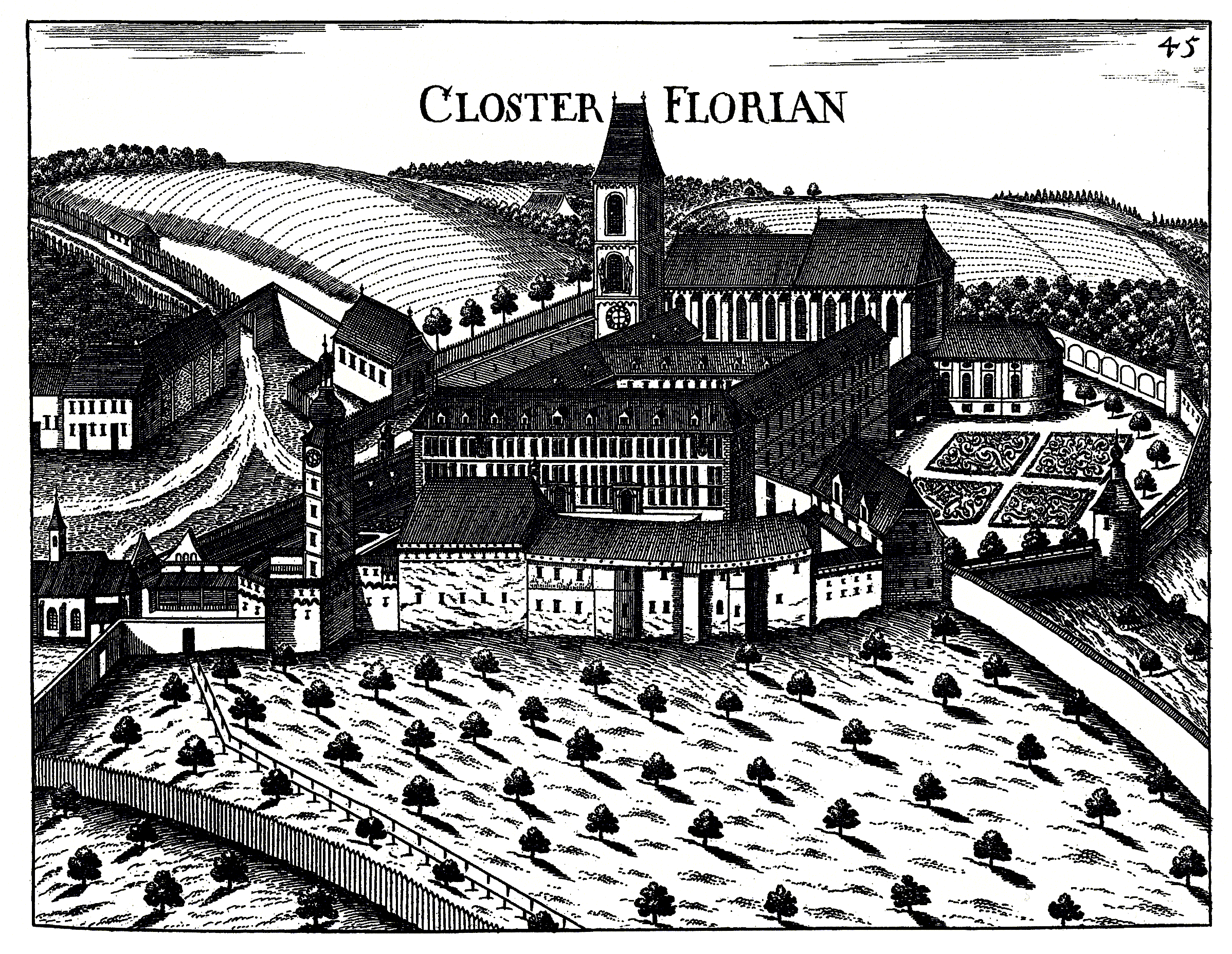
ゲオルク・マテウス・ヴィッシャーによるデッサン（1674年）
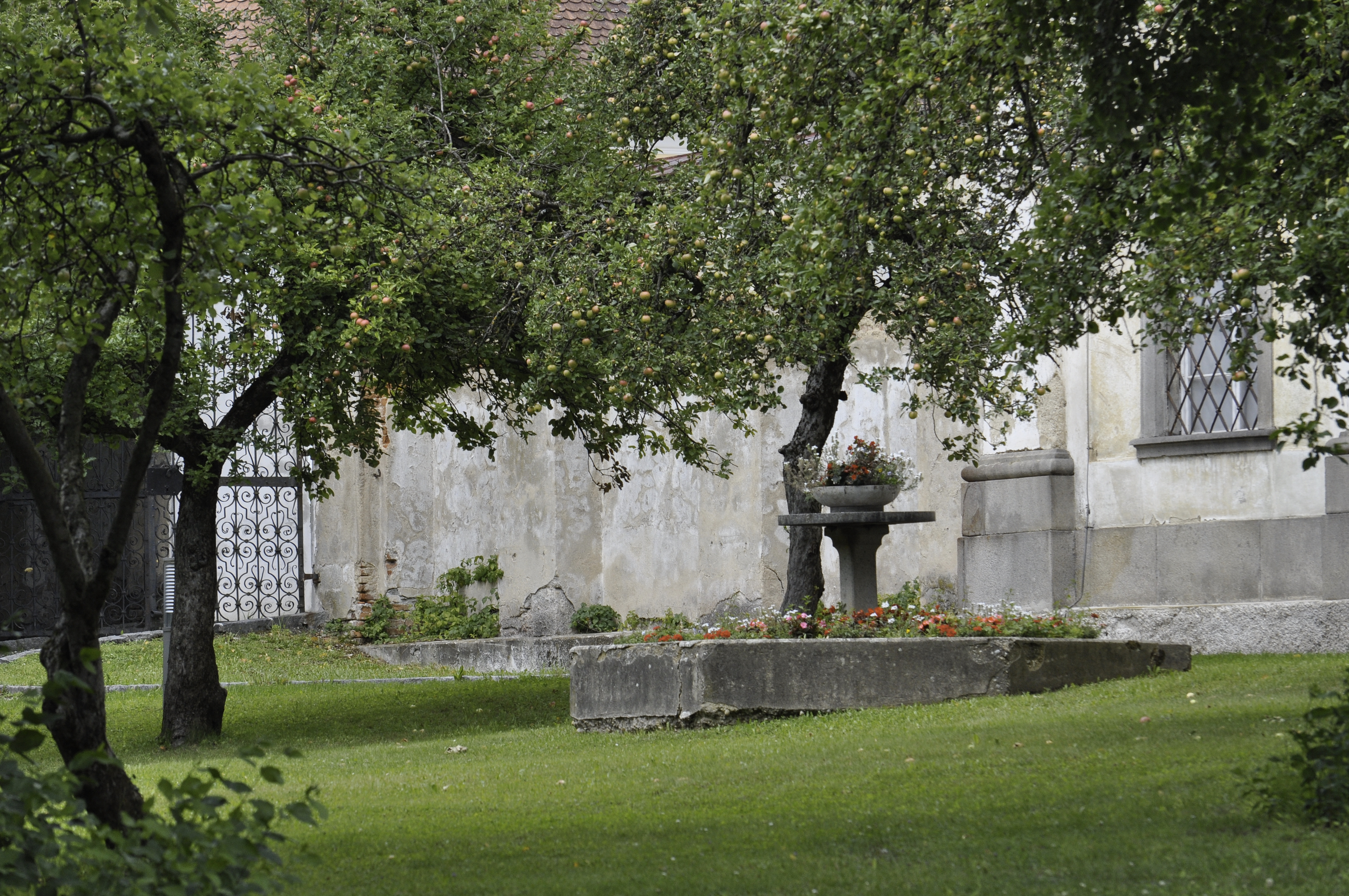
プレラーテンガルテン
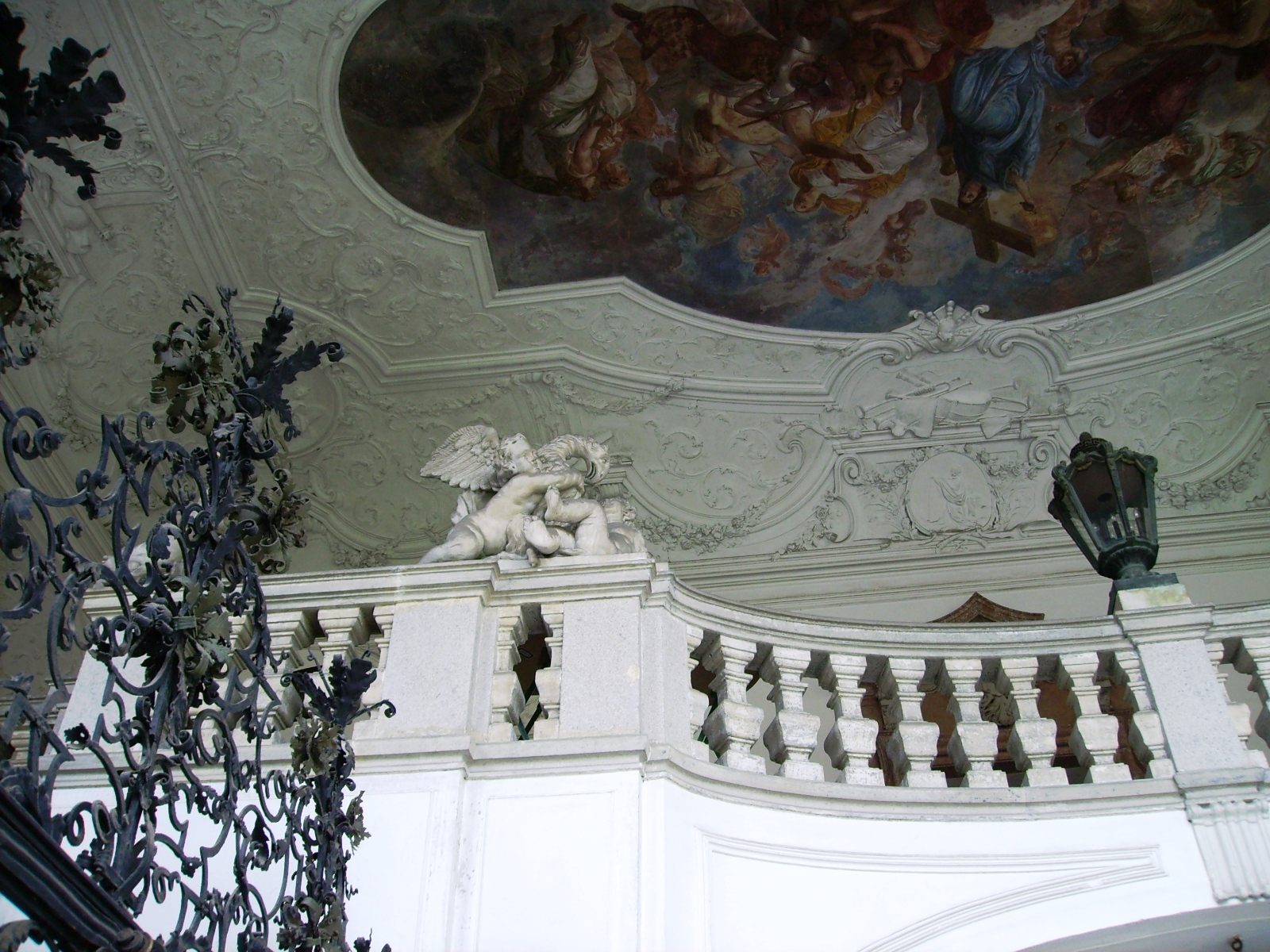
手すりと天井画
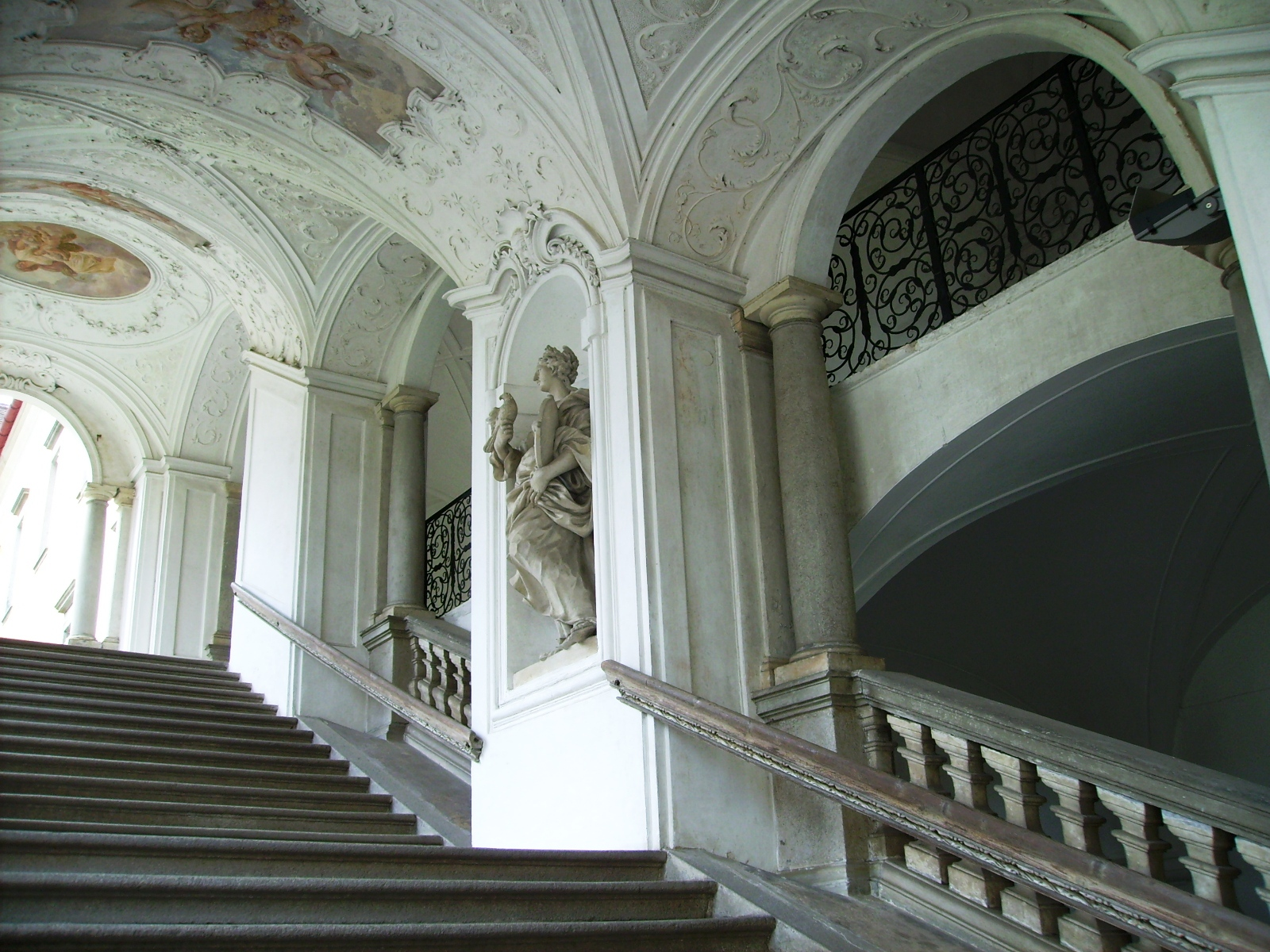
階段の手すり